# Самтер (Південна Кароліна)
Самтер (англ. Sumter) — місто (англ. city) в США, в окрузі Самтер штату Південна Кароліна. Населення — 43 463 особи (2020).

## Географія
Самтер розташований за координатами 33°56′27″ пн. ш. 80°23′44″ зх. д. / 33.94083° пн. ш. 80.39556° зх. д. (33.940848, -80.395543).  За даними Бюро перепису населення США в 2010 році місто мало площу 83,63 км², з яких 83,10 км² — суходіл та 0,53 км² — водойми.

### Клімат
| Клімат : Самтер              | Клімат : Самтер | Клімат : Самтер | Клімат : Самтер | Клімат : Самтер | Клімат : Самтер | Клімат : Самтер | Клімат : Самтер | Клімат : Самтер | Клімат : Самтер | Клімат : Самтер | Клімат : Самтер | Клімат : Самтер | Клімат : Самтер |
| Показник                     | Січ.            | Лют.            | Бер.            | Квіт.           | Трав.           | Черв.           | Лип.            | Серп.           | Вер.            | Жовт.           | Лист.           | Груд.           | Рік             |
| Абсолютний максимум, °C      | 29,4            | 30,0            | 35,6            | 36,1            | 38,9            | 42,2            | 42,2            | 41,1            | 40,0            | 38,9            | 31,7            | 30,0            | 42,2            |
| Середній максимум, °C        | 13,3            | 15,0            | 20,0            | 24,4            | 28,3            | 31,1            | 32,8            | 32,2            | 28,9            | 24,4            | 19,4            | 14,4            | 23,7            |
| Середній мінімум, °C         | 1,7             | 2,8             | 6,7             | 10,6            | 15,6            | 19,4            | 21,7            | 21,1            | 17,8            | 11,7            | 6,7             | 2,8             | 11,6            |
| Абсолютний мінімум, °C       | −17,8           | −15,6           | −11,7           | −3,3            | 2,2             | 3,9             | 10,0            | 10,0            | 3,9             | −3,3            | −9,4            | −15,6           | −17,8           |
| Норма опадів, мм             | 83              | 68              | 84              | 69              | 80              | 107             | 126             | 123             | 85              | 73              | 63              | 75              | 1036            |
| ---------------------------- | --------------- | --------------- | --------------- | --------------- | --------------- | --------------- | --------------- | --------------- | --------------- | --------------- | --------------- | --------------- | --------------- |
| Джерело: The Weather Channel |                 |                 |                 |                 |                 |                 |                 |                 |                 |                 |                 |                 |                 |

## Демографія
Згідно з переписом 2010 року, у місті мешкали 40 524 особи в 15 633 домогосподарствах у складі 10 118 родин. Густота населення становила 485 осіб/км².  Було 18150 помешкань (217/км²).
Расовий склад населення:
| - 49,1 % — чорних або афроамериканців - 45,3 % — білих - 1,6 % — азіатів - 0,3 % — корінних американців - 0,1 % — вихідців з тихоокеанських островів - 1,5 % — осіб інших рас |

До двох чи більше рас належало 2,1 %. Частка іспаномовних становила 3,6 % від усіх жителів.
За віковим діапазоном населення розподілялося таким чином: 25,9 % — особи молодші 18 років, 60,2 % — особи у віці 18—64 років, 13,9 % — особи у віці 65 років та старші. Медіана віку мешканця становила 32,5 року. На 100 осіб жіночої статі у місті припадало 88,9 чоловіків;  на 100 жінок у віці від 18 років та старших — 84,8 чоловіків також старших 18 років.
Середній дохід на одне домашнє господарство  становив 54 324 долари США (медіана — 38 808), а середній дохід на одну сім'ю — 66 024 долари (медіана — 49 092). Медіана доходів становила 39 664 долари для чоловіків та 29 707 доларів для жінок. За межею бідності перебувало 18,6 % осіб, у тому числі 28,3 % дітей у віці до 18 років та 13,8 % осіб у віці 65 років та старших.
Цивільне працевлаштоване населення становило 15 422 особи. Основні галузі зайнятості: освіта, охорона здоров'я та соціальна допомога — 25,7 %, виробництво — 16,0 %, публічна адміністрація — 10,4 %, роздрібна торгівля — 9,7 %.